# María Delia Bottinelli
María Delia Bottinelli (Carmelo, Colonia, 17 de noviembre de 1915 - 28 de septiembre de 2002) es conocida por ser una importante médica de la neurología uruguaya. Fue la primera neuróloga uruguaya y primera docente de Neurología.
Obtuvo su título de doctora en 1945 y se integró ese mismo año a la clínica médica del profesor Julio César García Otero. En 1949 ingresó por concurso al Instituto de Neurología que dirigía Alejandro Shcroeder. Fue la primera médica de urgencia del Casmu y, paralelamente, la primera docente clínica en Neurología en el Hospital de Clínicas y fue la primera profesora emérita de la Facultad de Medicina.
Junto a la clínica oftalmológica dirigida por el profesor Raúl Rodríguez Barrios, logró sentar las bases de la neuro-oftalmología en Uruguay.
Con el fin de concretar estudios sobre la patología vascular encefálica, en particular la hemorrágica, se asoció con el patologo Juan Purrie y los neurofisiologos, Elio García Austt y Jaime Bogacz.
Gracias a su importante trayectoria científica y profesional, fue designada profesora emérita de la facultad de Medicina en 1984. En el año 1999 la Asociación Médica del Uruguay la distinguió Maestra de la Medicina Uruguaya.